# Englische Badmintonmeisterschaft 1988
Die Englische Badmintonmeisterschaft 1988 fand vom 6. bis zum 9. Februar 1988 im Crawley L.C. in Crawley statt. Es war die 25. Austragung der nationalen Titelkämpfe von England im Badminton.	

## Titelträger
| Disziplin    | Gold                         | Silber                      |
| ------------ | ---------------------------- | --------------------------- |
| Herreneinzel | Darren Hall                  | Steve Butler                |
| Dameneinzel  | Sally Podger                 | Sara Halsall                |
| Herrendoppel | Martin Dew Andy Goode        | Miles Johnson Andy Salvidge |
| Damendoppel  | Gillian Clark Gillian Gowers | Fiona Elliott Sara Halsall  |
| Mixed        | Martin Dew Gillian Gowers    | Nigel Tier Sara Halsall     |

## Finalresultate
| Disziplin    | Sieger                       | Finalist                    | Ergebnis    |
| ------------ | ---------------------------- | --------------------------- | ----------- |
| Herreneinzel | Darren Hall                  | Steve Butler                | 15–6, 15–10 |
| Dameneinzel  | Sally Podger                 | Sara Halsall                | 11–6, 11–3  |
| Herrendoppel | Martin Dew Andy Goode        | Miles Johnson Andy Salvidge | 15–6, 15–8  |
| Damendoppel  | Gillian Clark Gillian Gowers | Fiona Elliott Sara Halsall  | 15–8, 15–11 |
| Mixed        | Martin Dew Gillian Gowers    | Nigel Tier Sara Halsall     |             |